# Boscaler pintat gros
El boscaler pintat gros (Locustella naevia) és un moixó de la família dels locustèl·lids (Locustellidae).
Es reprodueix a gran part de l'Europa temperada i al Paleàrtic occidental. És migratòria, hivernant al nord i l'oest d'Àfrica. El seu estat de conservació es considera de risc mínim.
No cria als Països Catalans i hom pot observar tan sols ocasionalment.

## Morfologia
- Petit moixó amb una llargària d'uns 12 - 14 cm i una envergadura de 15 -19 cm.
- Escàs dimorfisme sexual.
- Per sobre és bru amb tons oliva i molt tacat de fosc. Pàl·lid per sota amb ratlles als flancs.
- Cua arrodonida i infracobertores pigades de fosc.

## Hàbitat i distribució
Habita vegetació d'aiguamolls, bosc obert, praderies, matolls, camps. Migrador, cria a Euràsia, des de Gran Bretanya i zona cantàbrica de la península Ibèrica, cap a l'est, pel sud de Suècia, Europa central i nord de la regió Mediterrània, nord de Caucas i Kazakhstan, fins al sud-oest de Sibèria, nord-est de Mongòlia i oest de la Xina. Hiverna a l'Àfrica subsahariana i l'Índia.